# Huaral (stad)
Huaral is de hoofdstad van de provincie (provincia) Huaral in de regio Lima van Peru. 
In 2015 telde Huaral 96.468 inwoners. De kuststad ligt aan de Pan-American Highway.

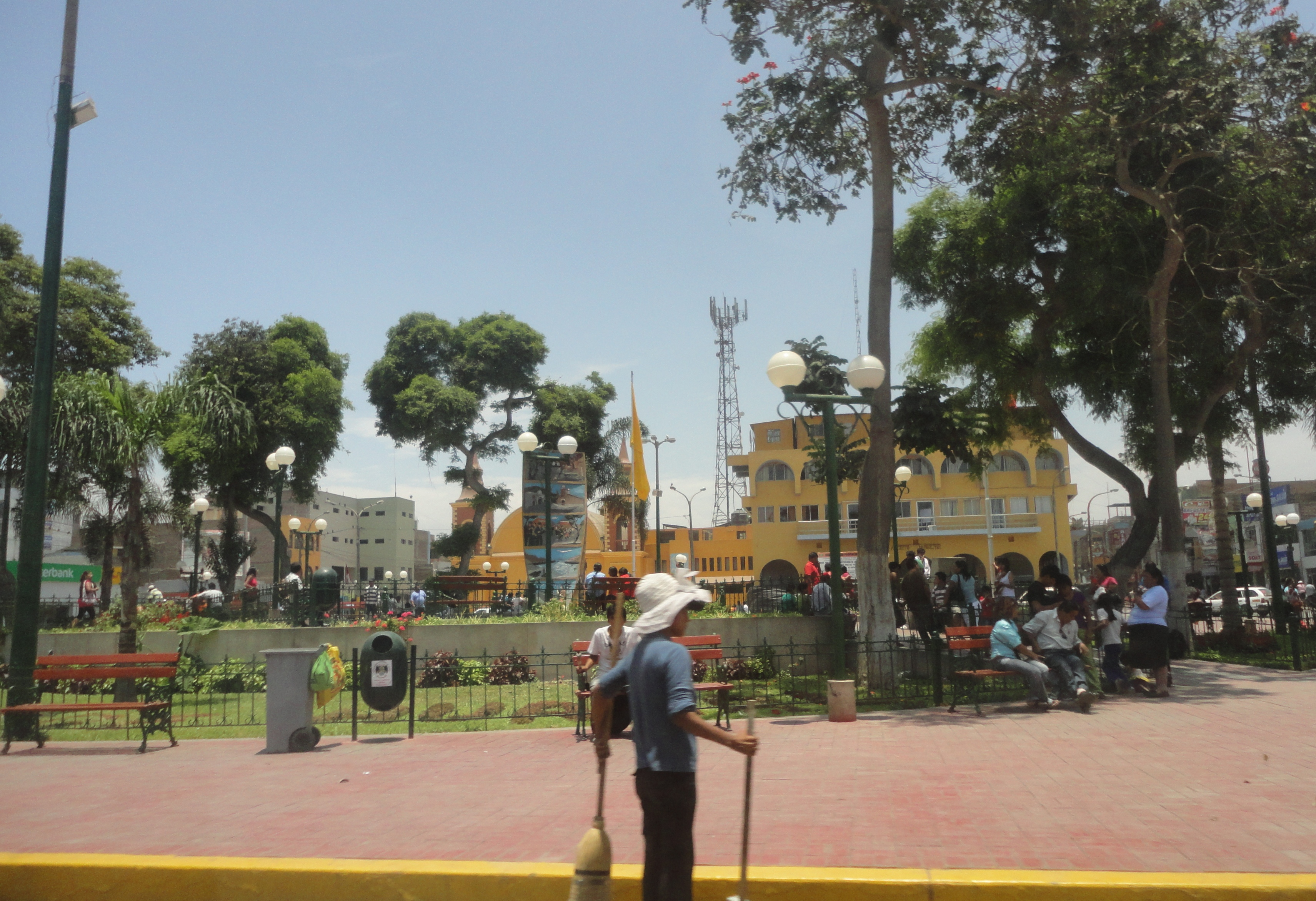
Plaza Principal in Huaral (2012)

Arequipa · Ayacucho · Cajamarca · Chiclayo · Chimbote · Chincha Alta · Cuzco · Huancayo · Huánuco · Huaraz · Ica · Iquitos · Juliaca · Lima · Pisco · Piura · Pucallpa · Puno · Sullana · Tacna · Tarapoto · Trujillo · Tumbes